# 程萬里
程萬里（1426年—？），字道遠，湖廣岳州府華容縣人，明朝政治人物。進士出身。

## 生平
湖廣鄉試第三十名。天順元年（1457年）丁丑科會試第三百五十三名，殿試登進士第三甲第一百零七名。

## 家族
曾祖程安泰，曾任元刺史。祖父程克讓。父亲程敏。